# Piazza Giovanni Paolo II
Piazza Giovanni Paolo II talune volte chiamata anche erroneamente Piazza Papa Giovanni Paolo II è una piazza di Roma situata nel quartiere Esquilino. 
Di forma irregolare, ma caratterizzata da una amplia area quadrangolare, è delimitata da diverse importanti strutture, quali il retro della Basilica Lateranense (Basilica di San Giovanni), il Palazzo Lateranense e il Battistero.

## Storia
Punto d’ingresso per la città antica ha come peculiarità sicuramente quella di inglobare tante testimonianze di stili architettonici diversi, lontani nel tempo. Segno caratteristico della piazza è la presenza al suo interno, di un obelisco, l’Obelisco Lateranense. Alto con il basamento 47 metri, è uno dei 13 obelischi antichi di Roma ed il secondo più alto al mondo. Costituito da granito rosso, è stato realizzato durante i regni di Tutmes III e Tutmes IV, nel XV secolo a.c e posizionato dinnanzi al tempio di Ammon nella città di Tebe. Fu trasportato a Roma nel 357 dall’imperatore Costanzo II, per essere collocato nel Circo Massimo. Successivamente crollò e fu ritrovato nel 1587, per poi essere posizionato nella sua odierna collocazione, scelta dall’architetto urbanista Domenica Fontana. La piazza, che nel corso della sua storia ha subito notevoli modifiche, vede sicuramente in quella voluta da Papa Sisto V la più incisiva. Il pontefice volle che dalla piazza partisse il suo imponente piano urbanistico, piano urbanistico affidato ad una delle figure più importanti del campo in quell’epoca, Domenico Fontana. Furono costruite delle vie di collegamento che partivano dalla piazza e la mettevano in comunicazione con importanti poli della città, quali: il Colosseo, Santa Maria Maggiore e l’Appia Antica. Sempre durante questo progetto di modifica, furono costruiti il nuovo Palazzo Lateranense, la loggia delle benedizioni e l’edificio della Scala Santa, e ovviamente, come precedentemente citato, il posizionamento dell’obelisco al centro della piazza.  

## Attentato 28 Luglio 1993
La piazza, il 28 Luglio del 1993, è stata teatro di un attentato, che comportò l’esplosione di un autobomba. Gli attentati alle chiese di Roma sono stati due attacchi terroristici organizzati dall'organizzazione mafiosa di cosa nostra avvenuti in sostanziale contemporaneità nei pressi della basilica di San Giovanni in Laterano e della chiesa di San Giorgio in Velabro. Alle ore 00:03 un'autobomba esplose in piazza di San Giovanni in Laterano presso la Basilica di San Giovanni in Laterano e il Palazzo del Laterano mentre un altro attacco fu attuato cinque minuti dopo alle 00:08 nei pressi della chiesa di San Giorgio in Velabro, complessivamente si contarono ventidue feriti. Quaranta minuti prima nella stessa notte un'altra autobomba esplose in via Palestro a Milano alle 23:14 circa. Nel primo pomeriggio del 28 luglio papa Giovanni Paolo II visitò ambedue i siti colpiti da esplosioni. Una delle possibili spiegazioni in ordine all'individuazione degli obiettivi è stata che potesse trattarsi di un'intimidazione nei confronti dei massimi esponenti istituzionali dell'epoca, il Presidente del Senato Giovanni Spadolini e il Presidente della Camera Giorgio Napolitano, ma anche che potesse trattarsi di un sinistro avvertimento al Vaticano per il discorso contro la mafia pronunciato da Giovanni Paolo II durante la sua visita ad Agrigento nel maggio precedente. Ad oggi è presente una targa commemorativa posizionata sulla facciata del palazzo Lateranense, a ricordo di quell’istante. 

## Odonimia
La piazza con la sua nuova nomenclatura è stata inaugurata il 7 Aprile 2013 da Papa Francesco, il quale era da poco divenuto nuovo pontefice, in onore di Papa Wojtyła, per l’appunto Giovanni Paolo II.